# Kreuzzugslyrik
Als Kreuzzugslyrik bezeichnet man eine spezielle Form der Lyrik, die sich mit den Kreuzzügen befasst und auch historische Geschehnisse poetisch wiedergibt. Grundsätzlich kann die Kreuzzugslyrik jedoch nicht als eigene Dichtungsgattung bezeichnet werden, da sie durch den Inhalt bestimmt wird.
Aufgrund der Teilnahme von Friedrich Barbarossa am dritten Kreuzzug und seinem Tod während des Aufenthalts in Kleinasien sowie der Teilnahme von Friedrich II. am fünften „vart“, haben diese beiden Züge am meisten Anlass zum Dichten gegeben. Gerade auch zu dieser Zeit – der Zeit um 1200 – war es der Höhepunkt der höfischen Dichtung, sodass alle großen deutschen mittelalterlichen Dichter sich in irgendeiner Weise mit diesem Thema beschäftigten.
Bei Kreuzzugslyrik müssen wir nicht an Lieder denken, die gedichtet wurden, um während der Kreuzfahrten von den Kreuzfahrern gesungen zu werden. Ob es solche Lieder überhaupt gegeben hat, und wenn ja, ob die Pilger sie dann unterwegs sangen, ist schwer zu sagen. Viele Historiker (u. a. A.Hübner) glauben nicht daran. Höchstens hätte es Vorsänger gegeben, die versuchten, die bei ihnen gehende Menge den Refrain nachsingen zu lassen. In der deutschen Literatur sind nur einige Verse aufbewahrt worden, die man zu Fahrtenliedern zählen könnte; aber vieles ist hier hypothetisch.
Wenn wir von Kreuzzugsliedern reden wollen, dann sind es keine Lieder, die für Wallfahrer bestimmt waren. Zu dieser lyrischen Gattung zählen wir die Lieder, die mit dem Minnesang einen persönlichen individualistischen Charakter haben; mitunter sind sie auch propagandistischer Art. Dieses „kriuzliet“ wurde gedichtet nach französischem, oder genauer nach provenzalischem Vorbild. Aber mehr als beim Minnesang im Allgemeinen gehen die Deutschen hier eigene Wege.
Die deutsche Kreuzzugslyrik kann man, wie u. a. Wentzlaff-Eggebert machte, scheiden in:
a) geistliche Propagandalieder
b) politische Kreuzzugsdichtung
c) Abschiedslieder
Fortsetzung folgt

## Zeitliche Einordnung
Die ersten deutschsprachigen Kreuzlieder entstanden im Zuge des Dritten Kreuzzugs (1189–1192), wobei Friedrich von Hausen als der älteste deutsche Kreuzzugsdichter gilt. Bis zum Fünften Kreuzzug (1228–1229) wurden mehrere Kreuzlieder gedichtet. Nach dem Fünften Kreuzzug flachte die Kreuzzugslyrik langsam ab.

## Kreuzzugsdichter
Bedeutende deutschsprachige Kreuzzugsdichter waren Friedrich von Hausen, Walther von der Vogelweide, Albrecht von Johansdorf, Hartmann von Aue und Reinmar der Alte.

## Motivik
Die Thematik und die Motive der Kreuzzugslyrik sind vielfältig. Größtenteils besteht die Dichtung aus den Gedanken, die sich der Held über den Kreuzzug macht. Die Kreuzlieder sind von Hoffnung und Trauer geprägt. Während der Held auf Gottes Lohn hofft, sorgt er sich gleichzeitig um die Daheimgebliebenen.
Die Dichtung der Kreuzlieder ist, ähnlich wie beim Minnesang, gleichförmig. Oftmals wird ein typischer Gedankenkreis eingebracht, wie den Leiden Gottes für die Menschen, nach denen der Mensch sich revanchieren muss und die Vergebung der Sünden und Seligkeit als Belohnung von Gott.